# Das turbogeile Gummiboot
Das turbogeile Gummiboot ist eine US-amerikanische Filmkomödie aus dem Jahr 1984. Die Regie führte Robert Butler, das Drehbuch schrieben Jim Kouf, Jeff Sherman und Douglas Grossman. Die Hauptrolle spielte Tim Matheson.

## Handlung
Dekan Burch, Leiter der wenig renommierten Lepetomane Universität, hat gleich mehrere Probleme. Zum einen eilt seiner Institution seit Jahren der Ruf voraus, die schlechteste Universität des ganzen Landes zu sein. Zum anderen beherbergt Lepetomane mehrere Studierende, welche diesen Zustand kaum ändern könnten. Darunter fällt auch Langzeit-Student Bob McGraw, der bereits seit 12 Jahren an der Einrichtung weilt und sein Leben eher mit Partys und Frauen als mit Schulbüchern verbringt. Burch setzt McGraw daher die Pistole auf die Brust und zwingt ihn, mit einer Gruppe von anderen Verlierern an einem Schlauchboot-Rennen zwischen mehreren Universitäten mitzumachen: gewinnt Lepetomane, erhalten McGraw und seine Mitstreiter den Abschluss in Form eines Doktorgrades ihrer Wahl, doch bei einer Niederlage würden sie exmatrikuliert. Wohl oder übel sagt McGraw zu und begibt sich mit seinem Team – bestehend aus dem korpulenten Gonzer, Möchtegern-Casanova Max und dem Nerd Irwin – zum Wettkampf an einen wilden und strömungsreichen Bergfluss.
Dort begegnen die Vier sogleich der anderen sportlichen Konkurrenz in Form der hübschen Heather, Anführerin des Teams eines Mädchen-Colleges, in die sich Bob umgehend verguckt. Allerdings ist Heather noch mit dem schnöseligen Rex liiert, dem Führer der Rudermannschaft der noblen Ivy-Universität. Beim eigentlichen Wettbewerb merken Bob und seine Freunde schnell, dass mit unlauteren Mitteln gearbeitet wird. Einerseits sabotieren die Ivy-Jungs ihn und andere Boote, da u. a. Rex Bob das Techtelmechtel mit Heather nachträgt. Auf der anderen Seite betreiben die Vorjahressieger einer Militärakademie die Zerschlagung des gesamten Rennens, nachdem Bob einen Sabotageversuch ihres Kommandanten – Captain Braverman – vereitelt hat und diese daraufhin suspendiert wurden.
Trotz aller Widrigkeiten schaffen es Bob und seine Truppe, sich langsam an die Spitze zu schieben und können sogar den Ivy-Ruderern in der Nacht eins auswischen, während diese beim Feiern sind. In derselben Nacht kidnappen die Kadetten – auf Befehl von Braverman – Irwin. Bobs Truppe beschließt daraufhin vom Fluss aus Ausschau nach Irwin zu halten, während ihr Hund Chuck an Land nach ihm sucht. Dabei begegnen sie Heather, die ihr Boot nach einem Torpedotreffer von der Ivy-Mannschaft verlassen musste, und nehmen sie mit. Bevor sie sich auch der Ivy Mannschaft nähern, werden sie von Chuck ans Ufer geholt, der Irvin in der Zwischenzeit finden konnte. 
Die Truppe konfrontiert daraufhin die Kadetten und setzt ihnen ordentlich zu. Es stellt sich heraus, dass die Kadetten den gesamten Fluss mit Sprengsätzen bestückt haben. Als die Truppe wiedervereint mit Irwin und Heather losrudert, zündet Braverman mit letzter Kraft die Sprengsätze und leitet den Fluss in eine wesentlich gefährlichere Route mit heftigen Stromschnellen um. Die Lepetomane-Truppe, die sich inzwischen als Vereinigung wahrer Rudertalente entpuppt hat, überwindet die Stromschnellen und erreicht den alten Fluss kurz vor dem Ziel wieder. Schnell bemerken sie, dass sie vor der Ivy-Mannschaft gelandet sind und nehmen Kurs Richtung Ziel. Rex – der sich schon des Sieges gewiss war – und der Rest der Anwesenden können nur zusehen, wie die Lepetomane-Ruderer es über die Ziellinie schaffen und so das Rennen gewinnen. Heather und Bob küssen sich und bleiben danach ein Paar.

## Hintergründe und Kritiken
Der Film lief auch unter den Alternativtiteln „Den Letzten schnappen die Fische“ und „Studentenfutter U.S.A.“. Er spielte in den Kinos der USA ca. 11,7 Millionen US-Dollar ein.
Cinema.de meint zu dem Film „Kein Tiefgang, doch es geht feucht-fröhlich zu“.

„Eine College-Klamotte, die kein einziges Klischee ausläßt; zähflüssig und jederzeit vorhersehbar.“